# Austrocosmoecus hirsutus
Austrocosmoecus hirsutus är en nattsländeart som beskrevs av Schmid 1955. Austrocosmoecus hirsutus ingår i släktet Austrocosmoecus och familjen husmasknattsländor. Inga underarter finns listade i Catalogue of Life.